# Rebeka (film 1940)

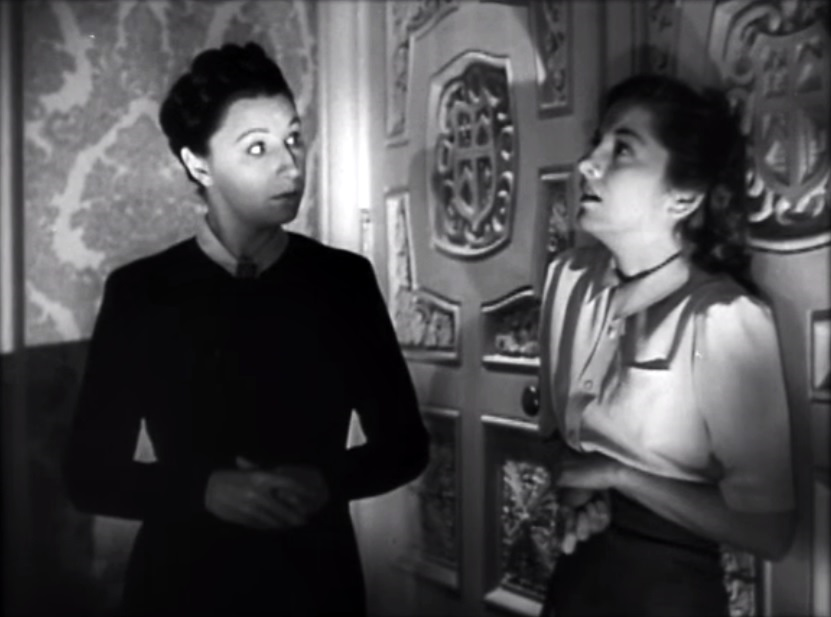
Scena z filmu

Rebeka (oryg. Rebecca, 1940) – amerykański thriller psychologiczny w reżyserii mistrza suspensu Alfreda Hitchcocka; film jest jego pierwszym zrealizowanym w Ameryce projektem.
Scenariusz na podstawie wydanej w 1938 roku powieści pod tym samym tytułem, autorstwa Daphne du Maurier napisali czterej scenarzyści. Obraz został nagrodzony Oscarem dla najlepszego filmu roku.

## Obsada
- Laurence Olivier jako Maxim de Winter
- Joan Fontaine jako druga pani de Winter
- George Sanders jako Jack Favell
- Judith Anderson jako pani Danvers
- Nigel Bruce jako major Giles Lacy
- Reginald Denny jako Frank Crawley
- C. Aubrey Smith jako pułkownik Julyan
- Gladys Cooper jako Beatrice Lacy
- Florence Bates jako pani Edythe Van Hopper
- Melville Cooper jako koroner
- Leo G. Carroll jako doktor Baker

i inni

## Fabuła
Młoda kobieta (Joan Fontaine) poznaje wdowca lorda Maxima de Winter (Laurence Olivier). Niedługo potem zostaje drugą panią de Winter. Szczęście nowożeńców zakłóca niewyjaśniona śmierć pierwszej żony lorda.

## Nagrody Akademii Filmowej
| Status    | Nagroda                            | Zwycięzca/Nominowany                           |
| --------- | ---------------------------------- | ---------------------------------------------- |
| NAGRODA   | Najlepszy film                     | David O. Selznick (producent)                  |
| NAGRODA   | Najlepsze zdjęcia czarno-białe     | George Barnes (operator)                       |
| NOMINACJA | Najlepszy reżyser                  | Alfred Hitchcock (reżyser)                     |
| NOMINACJA | Najlepszy aktor pierwszoplanowy    | Laurence Olivier (Maxim de Winter)             |
| NOMINACJA | Najlepsza aktorka pierwszoplanowa  | Joan Fontaine (druga pani de Winter)           |
| NOMINACJA | Najlepsza aktorka drugoplanowa     | Judith Anderson (pani Danvers)                 |
| NOMINACJA | Najlepsza scenografia czarno-biała | Lyle Wheeler (scenograf)                       |
| NOMINACJA | Najlepsza muzyka                   | Franz Waxman (kompozytor)                      |
| NOMINACJA | Najlepszy scenariusz adaptowany    | Robert E. Sherwood Joan Harrison (scenarzysta) |
| NOMINACJA | Najlepszy montaż                   | Hal C. Kern (montażysta)                       |
| NOMINACJA | Najlepsze efekty specjalne         | Arthur Johns (dźwięk) Jack Cosgrove (zdjęcia)  |